# ISO 10006
La norma ISO 10006 "Quality management -- Guidelines for quality management in projects" in italiano "Sistemi di gestione per la qualità - Linee guida per la gestione per la qualità nei progetti", è una norma internazionale che fornisce una guida per l'applicazione della gestione per la qualità nei progetti. Si applica a progetti di varia complessità, sia di piccola sia di grande dimensione, lunga e breve durata, situati in qualsiasi ambiente e riguardanti qualsiasi tipo di prodotto.

## Storia
La ISO 10006 è stata sviluppata dall'ISO/TC 176/SC2 Quality Systems, ed è stata pubblicata per la prima volta nel 2003. La seconda, attuale edizione è stata pubblicata a novembre 2017.
L'ISO/TC 176/SC2 è stato costituito nell'anno 1982.

## Principali requisiti della norma
La ISO 10006 adotta uno schema in 8 capitoli nella seguente suddivisione:
- 1 Scopo
- 2 Norme di riferimento
- 3 Termini e definizioni
- 4 Sistema di gestione per la gestione per la qualità nei progetti
- 5 Gestione delle responsabilità per la gestione per la qualità nei progetti
- 6 Gestione risorse per la gestione per la qualità nei progetti
- 7 Realizzazione prodotti e servizi per la gestione per la qualità nei progetti
- 8 Misurazione, analisi e miglioramento per la gestione per la qualità nei progetti.